# Herrnsdorf (Limbach-Oberfrohna)
Herrnsdorf ist ein zum Ortsteil Wolkenburg-Kaufungen der Stadt Limbach-Oberfrohna gehöriger Ort im Landkreis Zwickau, Sachsen. Die Gemeinde Herrnsdorf wurde am 1. Juli 1950 nach Uhlsdorf eingemeindet, mit dem der Ort am 1. März 1965 nach Wolkenburg/Mulde, am 1. Januar 1994 zur Gemeinde Wolkenburg-Kaufungen und am 1. Januar 2000 zur Großen Kreisstadt Limbach-Oberfrohna kam.

## Geografie

### Geografische Lage
Herrnsdorf liegt im Westen des Ortsteils Wolkenburg-Kaufungen der Stadt Limbach-Oberfrohna. Im Ort mündet der Herrnsdorf-Bräunsdorfer Bach in die Zwickauer Mulde. Im Umkreis des nahe gelegenen Ullersbergs, welcher zum Wolkenburger Revier gehört, wurde bis ins 19. Jahrhundert Bergbau betrieben. Geographisch befindet sich der Ort an der Südwestspitze des Sächsischen Granulitgebirges.

### Nachbarorte
|            | Wolkenburg/Mulde                            |           |
| Schlagwitz | Kompassrose, die auf Nachbargemeinden zeigt | Kaufungen |
|            | Uhlsdorf, Mühlwiese                         |           |

## Geschichte

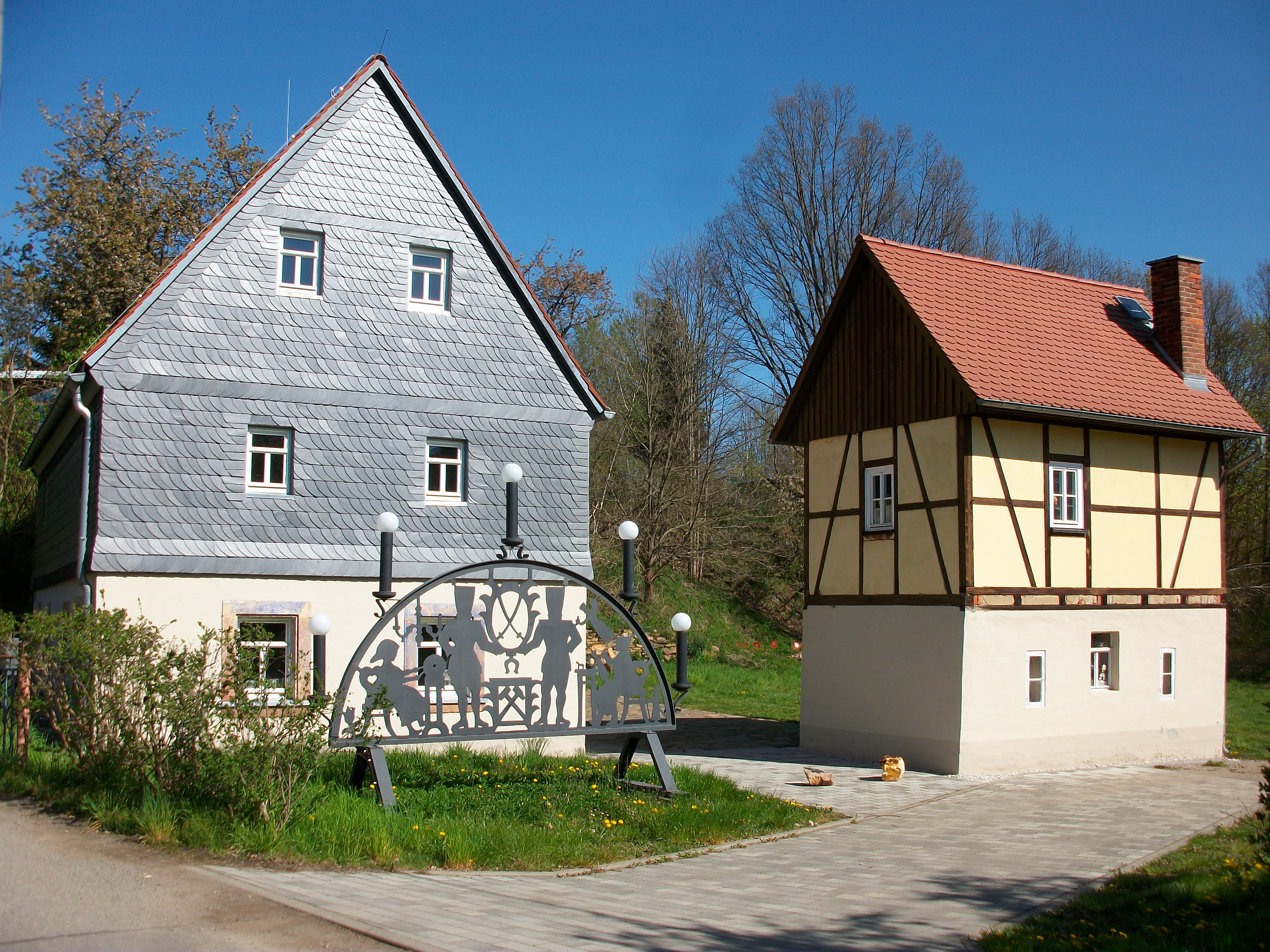
Bergamtshaus mit Bergschmiede in Herrnsdorf

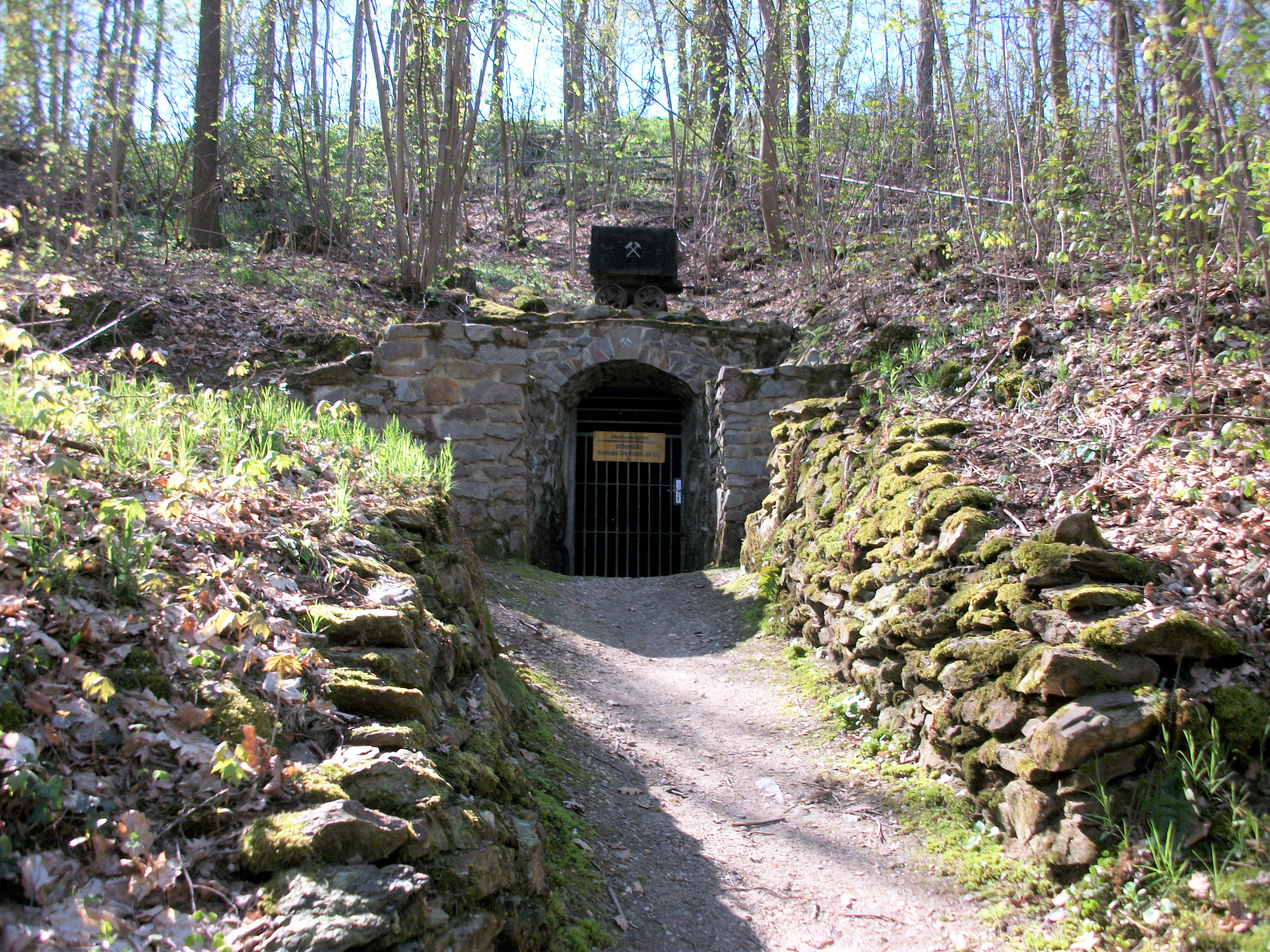
Besucherbergwerk St. Anna, Mundloch

Das Waldhufendorf Herrnsdorf wurde im Jahr 1551 als „Hermßdorf“ erwähnt. Der zwischen Herrnsdorf, Uhlsdorf und Niederwinkel gelegene Ullrichsberg (oder Ullersberg) gehört zu den frühesten Bergbauorten im heutigen Freistaat Sachsen. Reste eines Pingenfeldes und einer heute wüsten Ansiedlung von Bergleuten wurden Anfang der 1990er Jahre archäologisch auf das Ende des 13. oder den Anfang des 14. Jahrhunderts datiert. Erstmals urkundlich erwähnt wurde der Bergbau im Wolkenburger Revier im Januar 1351, als sich Markgraf Friedrich III., der Strenge mit den Brüdern Volrad und Busso von Colditz über die Ausübung der Münzrechte in Wolkenburg einigte. Mit Unterbrechungen wurde bis gegen Ende des 18. Jahrhunderts am Ullrichsberg Kupfer, Blei und Silber abgebaut. Durch eine Arbeitsgemeinschaft wurden seit 1980 zwei Stolln (Segen Gottes bei Niederwinkel und St. Anna bei Herrnsdorf) als Besucherbergwerke der Öffentlichkeit wieder zugänglich gemacht. Mit zeitweisen Unterbrechungen fand zwischen 1749 und 1837 der Bergbau auf Blei und Silber statt. Die Fundgrube St. Anna befindet sich südlich der ehemaligen Papierfabrik in Herrnsdorf. Sichtbare Zeugen sind bis heute das Mundloch mit dem befahrbaren Stolln, der Tagschacht, Halden, mehrere Lichtlöcher und der Haspelort. Das sich in der Nähe befindliche Bergamtshaus mit der Bergschmiede wurde 1613 erstmals urkundlich erwähnt. Dieses zwischen 2006 und 2015 restaurierte Gebäude  stellt eines der ältesten bis heute erhaltenen Gebäude in Herrnsdorf dar. Es ist Sitz der Arbeitsgemeinschaft Altbergbau & Geologie Westsachsen e. V. Im Obergeschoss befindet sich eine kleine Ausstellung zur Geologie und Montangeschichte des Wolkenburger Reviers.
Kirchlich gehörte Herrnsdorf bis ins 19. Jahrhundert zur Kirche in Kaufungen, danach zur Wolkenburger Kirche. Bezüglich der Grundherrschaft unterstand Herrnsdorf dem Rittergut Wolkenburg, welches im Besitz der Herren von Kauffungen und später der Herren  von Einsiedel war. Der Besitz der benachbarten Schlösser Wolkenburg und Kaufungen unterstand seit 1766 einer gemeinsamen Gerichtsverwaltung. Die Herrschaft Wolkenburg, zu der Herrnsdorf gehörte, unterstand als Exklave in den Schönburgischen Herrschaften dem kursächsischen Amt Borna. Sie bestand bis in die Mitte des 19. Jahrhunderts. Im Jahr 1851 kam Herrnsdorf als Teil der Herrschaft Wolkenburg an das königlich-sächsische Gericht Limbach und im Jahr 1856 zum Gerichtsamt Penig, das im Jahr 1875 in der Amtshauptmannschaft Rochlitz aufging. Im Jahr 1892 wurde die Papierfabrik Wolkenburg in Herrnsdorf gegründet. Sie produzierte bis 1991.
Am 1. Juli 1950 wurde Herrnsdorf nach Uhlsdorf eingemeindet. Durch die zweite Kreisreform in der DDR kam Herrnsdorf als Ortsteil der Gemeinde Uhlsdorf im Jahr 1952 vom Landkreis Rochlitz zum Kreis Glauchau im Bezirk Chemnitz (1953 in Bezirk Karl-Marx-Stadt umbenannt). Die Gemeinde Uhlsdorf mit der Siedlung Mühlwiese und dem Ortsteil Herrnsdorf wurde wiederum am 1. März 1965 nach Wolkenburg/Mulde eingemeindet, welches sich am 1. Januar 1994 mit Kaufungen zur Gemeinde Wolkenburg-Kaufungen zusammenschloss. Die Gemeinden Wolkenburg und Kaufungen gehörten bereits seit 1990 zum sächsischen Landkreis Glauchau, der 1994 im Landkreis Chemnitzer Land bzw. 2008 im Landkreis Zwickau aufging. Am 1. Januar 2000 wurde die Gemeinde Wolkenburg-Kaufungen nach einer gescheiterten Verwaltungsgemeinschaft mit Waldenburg in die Stadt Limbach-Oberfrohna eingegliedert. Dadurch gehört auch Herrnsdorf seitdem zum Ortsteil Wolkenburg-Kaufungen.

## Verkehr

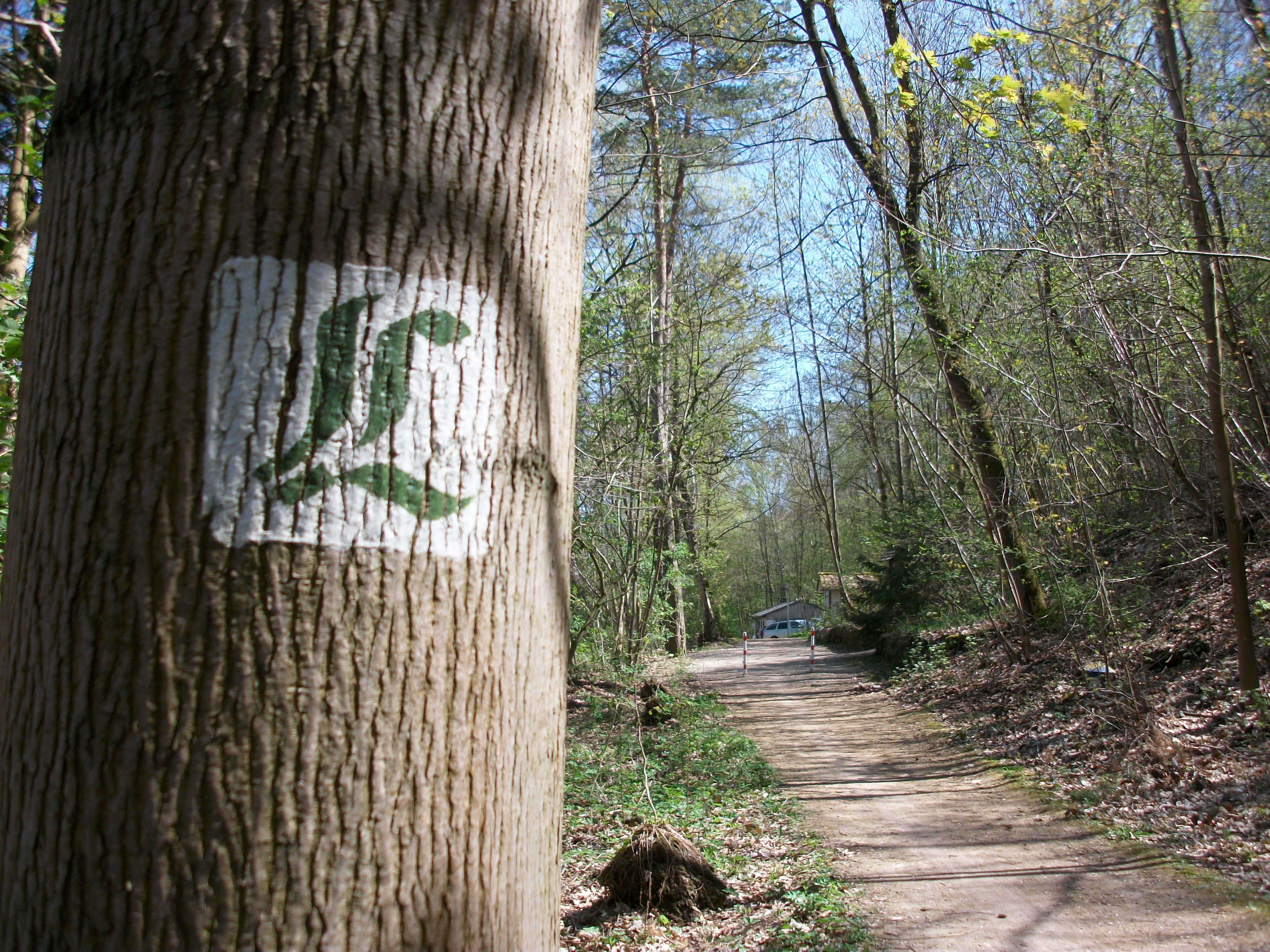
Lutherweg Sachsen beim Besucherbergwerk in Herrnsdorf bei Wolkenburg

Die Bundesstraße 175 ist über Wolkenburg erreichbar. Am Ostufer der Zwickauer Mulde verläuft über Herrnsdorfer Flur die Trasse der im Jahr 2002 stillgelegten Bahnstrecke Glauchau–Wurzen (Muldentalbahn), an welcher der Nachbarort Wolkenburg einen Bahnhof besaß. Durch Herrnsdorf verläuft der Lutherweg Sachsen.

## Sehenswürdigkeiten
- Besucherbergwerk „St. Anna“
- Bergamtshaus und Bergschmiede des Wolkenburger Reviers